# ATC kód A02
ATC kód A02 Antacida, antiulceróza a antiflatulencia je hlavní terapeutickou skupinou anatomické skupiny A. Trávicí ústrojí a metabolismus.

## A02A Antacida

### A02AD Kombinace a komplexy sloučenin hliníku, hořčíku a vápníku
A02AD01 Obvyklé kombinace solí
A02AD04 Hydrotalcit

### A02AH Antacida s uhličitanem sodným
Léčivé přípravky chemicko-terapeuticko-farmakologické podskupiny obsahují více než jednu konkrétní účinnou látku.

### A02AX Antacida, jiné kombinace
Chemicko-terapeuticko-farmakologická podskupina neobsahuje žádné  léčivé přípravky.

## A02B Léčiva k terapii peptického vředu a refluxní choroby jícnu

### A02BA Antagonisté H2-receptoru
A02BA01 Cimetidin
A02BA02 Ranitidin
A02BA03 Famotidin

### A02BC Inhibitory protonové pumpy
A02BC01 Omeprazol
A02BC02 Pantoprazol
A02BC03 Lansoprazol
A02BC05 Esomeprazol

### A02BX Jiná léčiva k terapii peptického vředu a refluxní choroby jícnu
A02BX02 Sukralfát